# Lochsloy
Lochsloy és una concentració de població designada pel cens dels Estats Units a l'estat de Washington. Segons el cens del 2000 tenia 2.135 habitants.

## Demografia
Segons el cens del 2000, Lochsloy tenia 2.135 habitants, 739 habitatges, i 586 famílies. La densitat de població era de 132,5 habitants per km².
Dels 739 habitatges en un 39,9% hi vivien nens de menys de 18 anys, en un 66,7% hi vivien parelles casades, en un 6,9% dones solteres, i en un 20,7% no eren unitats familiars. En el 14,9% dels habitatges hi vivien persones soles el 3,9% de les quals corresponia a persones de 65 anys o més que vivien soles. El nombre mitjà de persones vivint en cada habitatge era de 2,89 i el nombre mitjà de persones que vivien en cada família era de 3,2.
Per edats la població es repartia de la següent manera: un 28% tenia menys de 18 anys, un 6,7% entre 18 i 24, un 30,1% entre 25 i 44, un 27,9% de 45 a 60 i un 7,4% 65 anys o més.
L'edat mediana era de 38 anys. Per cada 100 dones de 18 o més anys hi havia 105,9 homes.
La renda mediana per habitatge era de 52.375 $ i la renda mediana per família de 57.350 $. Els homes tenien una renda mediana de 45.313 $ mentre que les dones 33.056 $. La renda per capita de la població era de 23.770 $. Aproximadament l'1% de les famílies i el 5% de la població estaven per davall del llindar de pobresa.

## Poblacions més properes
El següent diagrama mostra les poblacions més properes.